# Antiblemma anguinea
Antiblemma anguinea là một loài bướm đêm trong họ Erebidae.